# Fanny (film, 1932)
Pour les articles homonymes, voir Fanny.
Série Trilogie marseillaise
Marius
(1931) César
(1936)
Pour plus de détails, voir Fiche technique et Distribution.
Fanny est un film français réalisé par Marc Allégret, sorti en 1932, écrit par Marcel Pagnol d'après sa pièce éponyme.
Fanny est le deuxième volet de la trilogie marseillaise après Marius sorti en 1931 et avant César, sorti en 1936.

## Synopsis

Distribution : rôles principaux
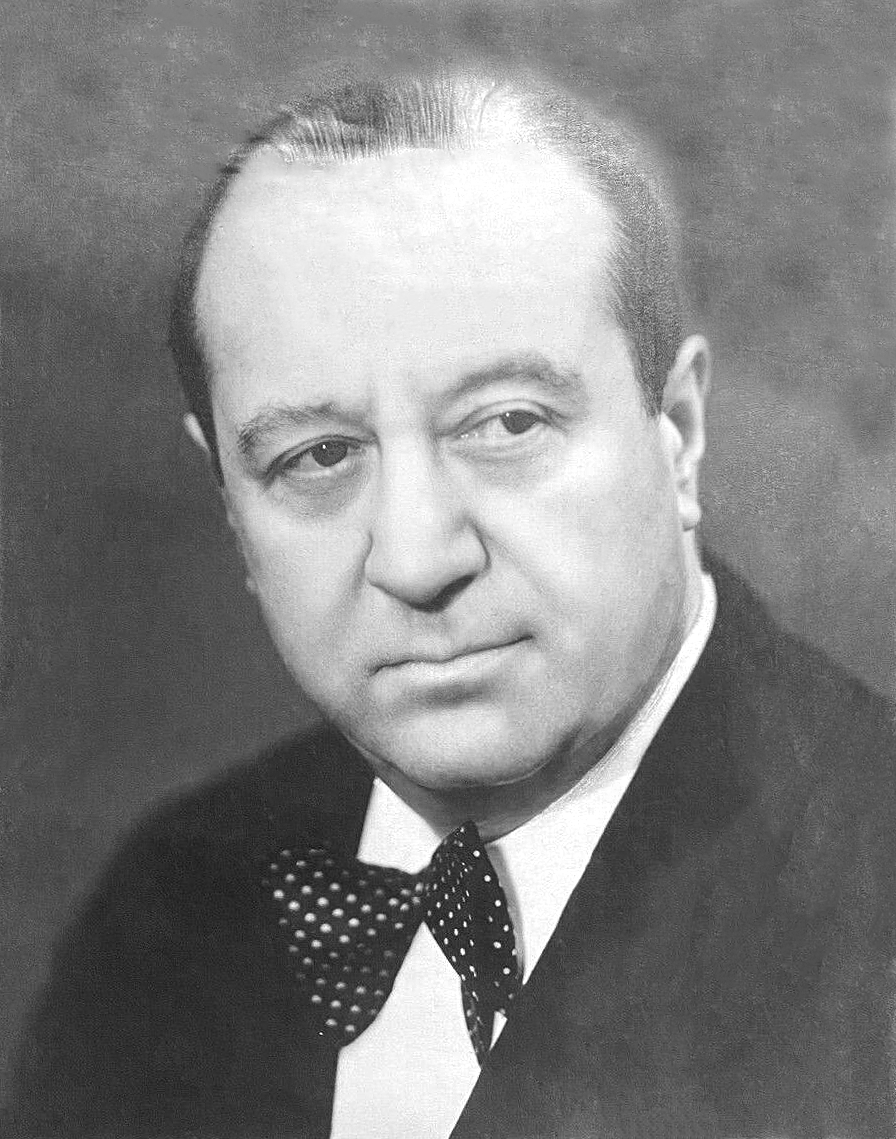
Raimu, (César Ollivier)
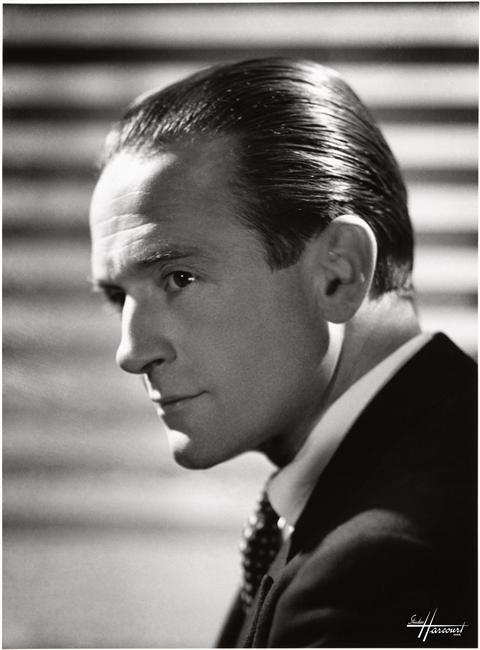
Pierre Fresnay, (Marius Ollivier, fils de César)
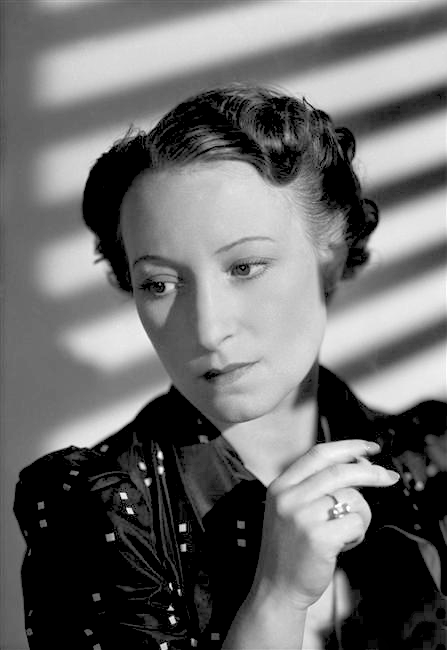
Orane Demazis, (Fanny Cabanis)
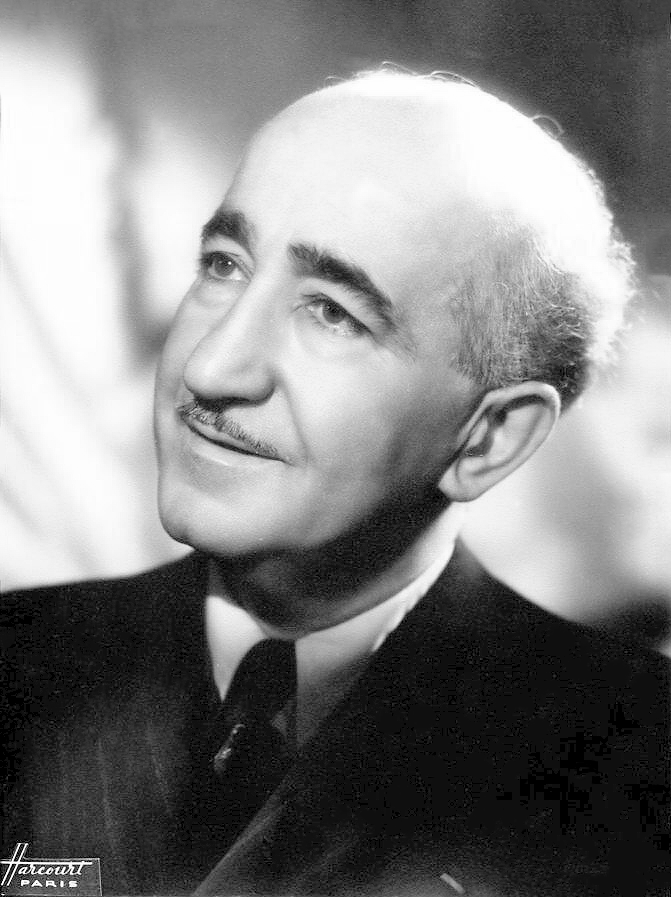
Fernand Charpin, (Honoré Panisse)
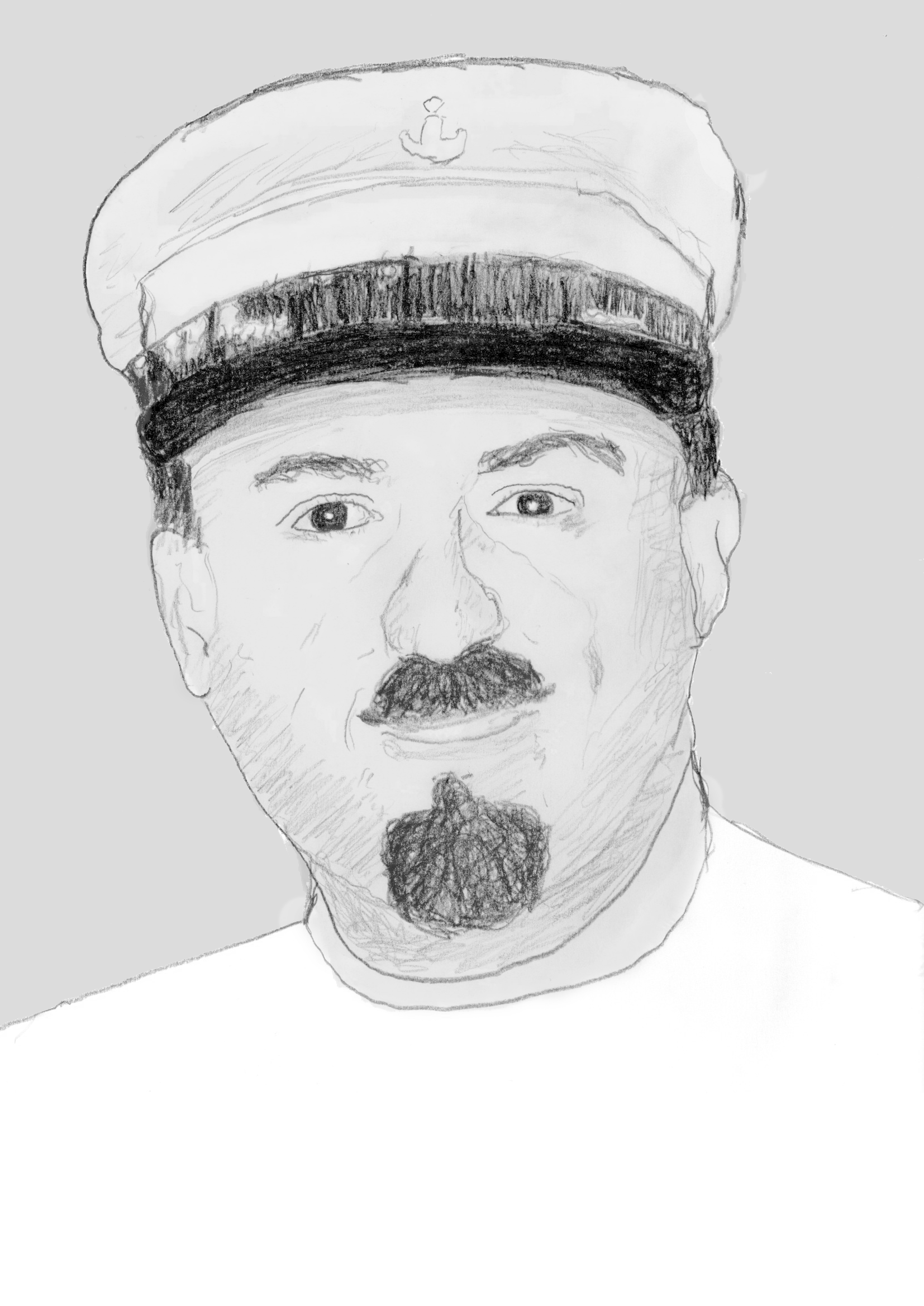
Auguste Mourriès, (Félix Escartefigue)
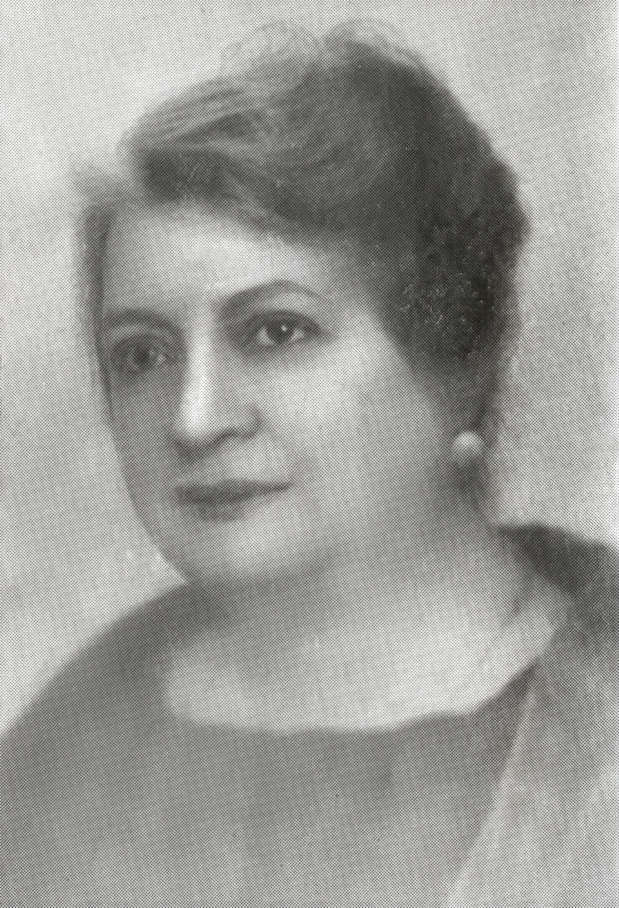
Alida Rouffe, (Honorine Cabanis, mère de Fanny)
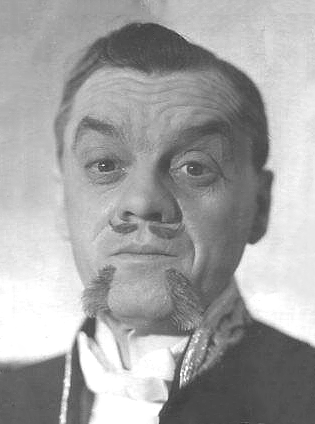
Marcel Maupi, (Innocent Mangiapan)
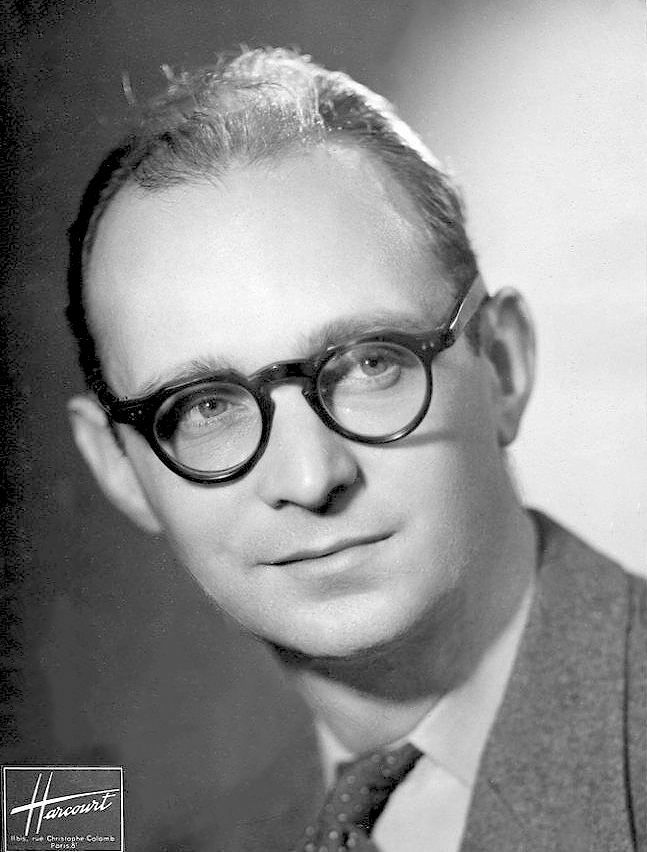
Robert Vattier, (Aldebert "Monsieur" Brun)
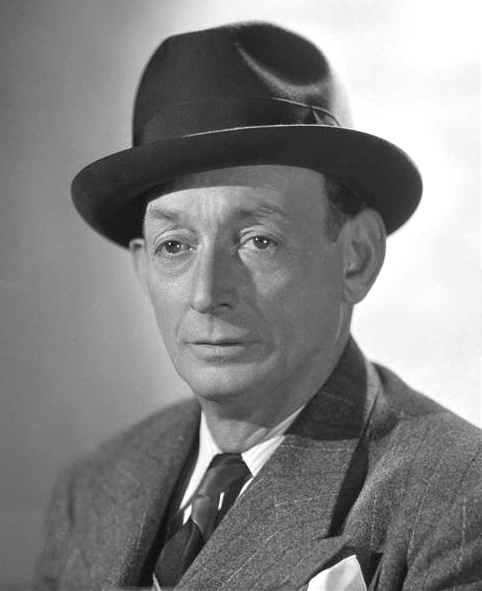
Édouard Delmont, (Docteur Félicien Venelle)
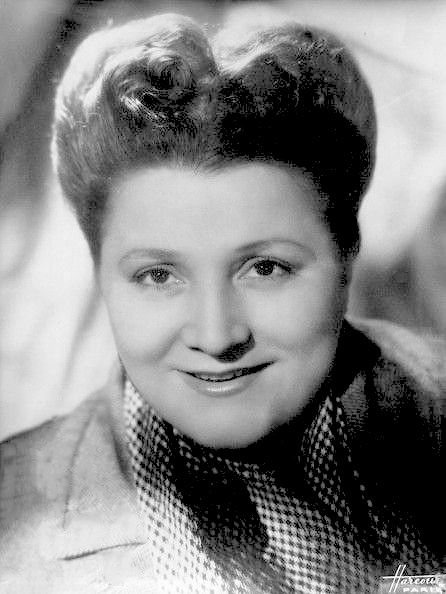
Milly Mathis, (Claudine Foulon, tante de Fanny)

L'action se déroule entièrement sur le Vieux-Port de Marseille de l'entre-deux-guerres, où Marius (Pierre Fresnay), fils de César (Raimu), a noué une aventure amoureuse avec Fanny (Orane Demazis), la fille de la voisine marchande de poissons, Honorine (Alida Rouffe). Attiré par la mer et peu conscient de ses vrais sentiments amoureux pour sa fiancée, Marius est en train de réaliser son rêve : naviguer sur les mers et parcourir le monde. 
Marius vient juste de prendre le large, à bord d'un navire de mesure océanographique qui parcourt la planète pour de très longs mois, sans prévenir personne, sauf sa bien-aimée Fanny. Son père, César, passe ses journées à guetter le facteur mais dissimule son inquiétude et son chagrin. Après quelque temps à échanger vertement avec ses comparses, César reçoit enfin une lettre de son fils. Fanny est profondément meurtrie par le simple « bonjour » qui lui est adressé en toute fin du courrier. Fanny consulte un médecin car ses forces la quittent depuis quelque temps, et il lui apprend qu'elle est enceinte. Pour ne pas déshonorer sa famille, et sur pression de sa mère Honorine, elle se voit contrainte d'accepter d’épouser Panisse (Charpin), un quinquagénaire qui la courtise depuis longtemps. 
Le commerçant Panisse apprend que sa future épouse porte l’enfant d’un autre, mais ne lui reproche rien, bien au contraire. Elle pense qu'il fait ça pour elle, par pitié. Il lui répond « « Pitié ? Qué pitié ? Alors, tu n’as pas compris ce que je t’ai dit ? Fanny, je te jure que jamais un homme n’a fait une action aussi égoïste que moi en ce moment. Je me fais plaisir, voilà la vérité. Ses enfants, bien entendu, il vaut mieux se les faire soi-même ; mais quand on attrape la cinquantaine, qu’on n’est pas bien sûr de réussir, et qu’on en trouve un tout fait, eh bien, on se le prend sans avertir les populations. Je ne te pose qu’une condition, Fanny : c’est que tu ne dises à personne, même pas à ta mère, que tu me l’as dit. Comme ça, je pourrais prendre l’air que cet enfant est à moi, devant tout le monde. » ».
Ainsi, le nouveau-né entre dans l'existence avec des parents légitimes et, après un temps de reproches, César se félicite tout de même d'être « parrain ». La situation se complique quand Marius rentre de son périple. Quelques mois après le mariage, et la naissance du bébé Césariot, Marius qui, durant son voyage lointain, a pris tardivement conscience de ses profonds sentiments amoureux pour Fanny, est de passage à Marseille. Il cherche à reconquérir Fanny, toujours amoureuse de lui, et à reprendre son enfant. Mais Fanny et César l'en dissuadent, au nom de l'honneur, de la sécurité, et de l'avenir de l'enfant. Marius semble accepter la clandestinité de sa paternité, pour éviter que le scandale rejaillisse sur toutes les personnes impliquées.

## Fiche technique
- Titre : Fanny
- Réalisation : Marc Allégret, assisté d'Yves Allégret, Pierre Prévert et Éli Lotar
- Scénario : Marcel Pagnol, d'après sa pièce éponyme créée le 5 décembre 1931 au théâtre de Paris.
- Photographie : Nicolas Toporkoff, Roger Hubert, Georges Benoît, André Dantan
- Assistant : Henri Alekan
- Décors : Gabriel Scognamillo
- Musique : Vincent Scotto, arrangements de Georges Sellers
- Scripte : Françoise Giroud sous le nom de Gourdji
- Photographe de plateau : Roger Forster
- Son : William Bell
- Montage : Jean Mamy
- Producteurs: Marcel Pagnol, Roger Richebé et Pierre Braunberger
- Administrateurs de production : Dominique Drouin et Roland Tual
- Sociétés de production : Les Films Marcel Pagnol, Les Établissements Braunberger-Richebé
- Société de distribution : Compagnie parisienne de location de films
- Tournage : extérieurs à Marseille, intérieurs dans les studios de Billancourt, en juin et juillet 1932
- Pays de production :  France
- Format : Noir et blanc — 35 mm — 1,37:1 — Son : Mono
- Genre : Comédie dramatique, Mélodrame
- Durée : 140 minutes (2 h 20)
- Dates de sortie : 
  - France  : 2 novembre 1932 (première au cinéma Le Marigny à Paris)
  - France  : 23 décembre 2015 (Version Restaurée 4K)
- Affiches : Henri Cerutti, Albert Dubout (France)

## Distribution
- Raimu : César Ollivier, patron du Bar de la Marine
- Pierre Fresnay : Marius Ollivier, son fils
- Orane Demazis : Fanny Cabanis
- Charpin : Honoré Panisse, mari de Fanny
- Auguste Mourriès : Félix Escartefigue
- Robert Vattier : Aldebert Brun
- Marcel Maupi : Innocent Mangiapan, le chauffeur du ferry-boat
- Alida Rouffe : Honorine Cabanis, mère de Fanny
- Milly Mathis : Claudine Foulon, tante de Fanny
- Odette Roger : Fortunette
- Louis Boulle : Elzéar Panisse

Non Crédités :
- Édouard Delmont : Dr. Félicien Venelle
- Annie Toinon : Amélie
- Pierre Prévert : un voyageur du tramway (figurant, non crédité)
- André Gide : un figurant (non crédité)

## Appréciation
À sa sortie, Fanny obtient un succès encore plus vif que celui de Marius, film ayant déjà contribué à la notoriété de Marcel Pagnol et confirmé la popularité de Raimu, un an auparavant. Si une partie de la critique, nostalgique du cinéma muet moribond s'en prend au film car le premier long-métrage parlant français ne date que de 1930, Jean Renoir le défend en ces termes : « Le cinéma tout court existait avant le parlant. Pas pour Pagnol. La parole lui est aussi indispensable que la couleur à Michel-Ange.[...] Le dialogue nous révèle un des nombreux secrets de l'être humain. Dans cette entreprise de découverte de l'homme, Pagnol est roi. Tout ce qu'il nous dit sur une scène ou dans un film concourt à nous révéler l'essentiel des êtres ». François Mauriac loue également la qualité du dialogue :« d'un naturel qui m'a charmé et, en plus d'un endroit, j'y suis allé d'une larme. »

« Orane Demazis a été Fanny elle-même, tellement Fanny que nous ne pourrions pas l'imaginer différente. L'émotion profonde avec laquelle elle a lancé, au dernier tableau, le couplet sur la naissance de l'enfant, a magnifié sa création. Si l'ombre de Réjane erre encore sur le proscénium, elle a dû frémir de joie. »

— René Fauchois, Fanny, Fasquelle, 1946

## Autour du film
Chef-d'œuvre du cinéma français, cette comédie psychologique, morale et sociale, sur le thème dramatique des filles-mères, en un temps où les femmes se retrouvent perdues en cas d'enfant à élever seules, est en même temps un remarquable document sur le Vieux-Port de Marseille et sur les mœurs de l'époque.

## Adaptations
- 1934 : Der schwarze Walfisch, film allemand de Fritz Wendhausen
- 1938 : Port of Seven Seas, film américain de James Whale : scénario couvrant l'ensemble de la trilogie
- 1961 : Fanny, film américain de Joshua Logan : scénario couvrant l'ensemble de la trilogie, avec Maurice Chevalier
- 2000 : Fanny de Nicolas Ribowski (téléfilm)
- 2013 : Fanny de Daniel Auteuil